# بادي بوون
بادي بوون هو لاعب هوكي الجليد كندي، ولد في 11 سبتمبر 1932 في كيركلاند ليك في كندا، وتوفي في 1 سبتمبر 1986.

## وصلات خارجية
- بادي بوون على موقع دوري الهوكي الوطني (الإنجليزية)
- بادي بوون على موقع قاعة مشاهير الهوكي (لاعب أن.إتش.أل) (الإنجليزية)
- بادي بوون على موقع EliteProspects.com (الإنجليزية)
- بادي بوون على موقع HockeyDB.com (الإنجليزية)
- بادي بوون على موقع Hockey-Reference.com (الإنجليزية)